# Медієшу-Ауріт
Медієшу-Ауріт (рум. Medieșu Aurit) — село у повіті Сату-Маре в Румунії. Адміністративний центр комуни Медієшу-Ауріт.
Село розташоване на відстані 436 км на північний захід від Бухареста, 18 км на схід від Сату-Маре, 117 км на північ від Клуж-Напоки.

## Населення
За даними перепису населення 2002 року у селі проживали 2704 особи.
Національний склад населення села:
| Національність | Кількість осіб | Відсоток |
| -------------- | -------------- | -------- |
| румуни         | 2369           | 87,6%    |
| угорці         | 298            | 11,0%    |
| цигани         | 30             | 1,1%     |
| німці          | 7              | 0,3%     |

Рідною мовою назвали:
| Мова      | Кількість осіб | Відсоток |
| --------- | -------------- | -------- |
| румунська | 2369           | 87,6%    |
| угорська  | 333            | 12,3%    |